# ベン・メイブリー
ベン・メイブリー（英: Ben Mabley、1983年- ）は、イギリス・サマセット出身のスポーツライター、翻訳家。

## 人物
- 中学生時代は、主にゴールキーパーとしてプレーしていた[1][2]。
- 日本の文化の研究のために、17歳と飛び級でオックスフォード大学に入学し、首席で卒業した[3]。2005年の卒業論文では「現代日本社会におけるプロサッカークラブの役割」についての研究を発表[4]。卒業後からは本格的にスポーツライターとして、サッカー（主にプレミアリーグとJリーグ）を取材している。
- 大阪府大阪市在住であり、ガンバ大阪のサポーターとしても知られる[5]。また、イングランド6部のトーントン・タウンFCのサポーターであることをTwitterで明かしており、イングランドに帰省した際にはスタジアムに足を運んでいる[6]。

## 出演

### 番組
- Foot!（J SPORTS）MONDAY プレミアリーグ（22時）コメンテーター
- プレミアリーグ中継（J SPORTS、DAZN、ABEMA、SPOTV NOW、U-NEXT）2014-15シーズンより解説を担当
- FOOTBALL FREAKS（DAZN）
- Premier League FREAKS（DAZN）
- Premier League FREAKS Voice（DAZN）

### 寄稿
- goal.com（試合評）
- ガーディアン